# Totoran
Totoran is een bestuurslaag in het regentschap Indramayu van de provincie West-Java, Indonesië. Totoran telt 2499 inwoners (volkstelling 2010).